# Clermont, Ariège

Clermont este o comună în departamentul Ariège din sudul Franței. În 1 ianuarie 2022 avea o populație de 118 de locuitori.